# 멜론 리큐어
멜론 리큐어(melon liqueur)는 멜론을 원료로 한 리큐어이다. 주요 생산국은 일본과 네덜란드이다. 대략 알코올 도수는 17 ~ 23도이다.

## 브랜드
- 헤르메스 멜론 리큐어 - 1964년 일본의 산토리가 출시한 세계 최초의 멜론 리큐어로, 알코올 도수는 22도이다.
- 미도리 멜론 리큐어 - 1971년 세계 대회 후 산토리가 출시한 멜론 리큐어이다. 원재료는 일본 시즈오카현에서 생산 된 멜론 등이다. 알코올 도수는 23도이다.
- 볼수 멜론 리큐어 - 네덜란드의 루카스 볼스가 제조하는 멜론 리큐어아다. 알코올 도수는 24도이다.
- 디카이퍼 멜론 리큐어 - 네덜란드의 디카이퍼가 제조하는 멜론 리큐어이다. 알코올 도수는 24도이다.
- 도버 멜론 리큐어 - 일본의 제과용 양주 제조 업체 도버가 제조하는 멜론 리큐어이다. 알코올 도수는 18도이다.